# Walter Grubmüller

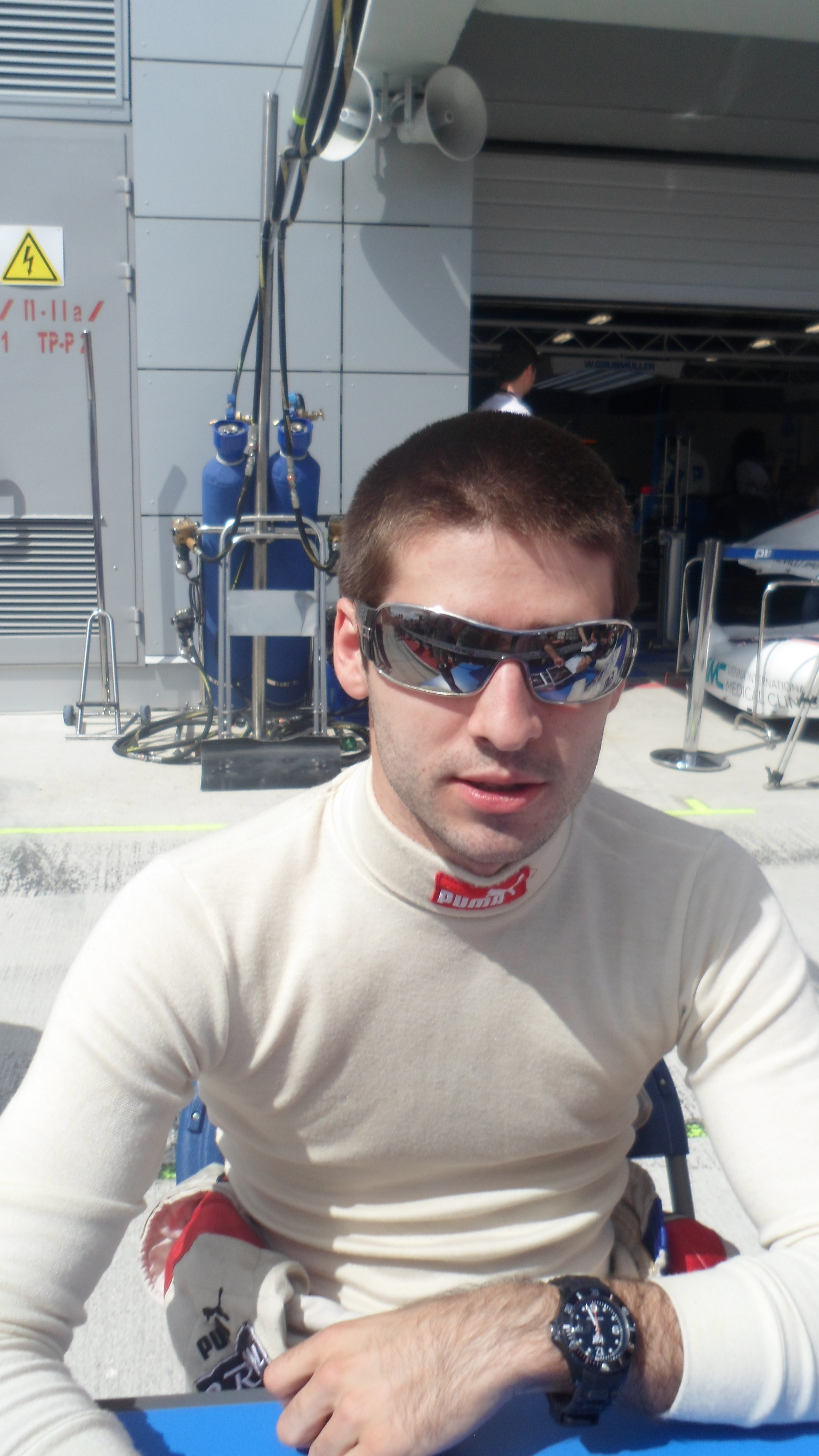
Walter Grubmüller in 2012.

Walter Grubmüller (Wenen, 13 januari 1989) is een Oostenrijks autocoureur.

## Carrière

### Karting
Grubmüller begon zijn carrière in het karting in Oostenrijk in 2000. In 2002 startte hij voor het eerst in een internationaal kampioenschap, de Zuid-Garda Winter Cup. In 2003 reed hij in de ICA Junior, eindigde hij als zevende in het Europese kampioenschap en eindigde als 24e in de Italian Open Masters. In 2004 bleef Grubmüller rijden in de ICA Junior, wat hij combineerde met races in de Formule Renault Monza. Hij eindigde als achtste in de Andrea Margutti Trophy en als derde in de Italian Open Masters achter Philipp Eng en Marco Wittmann.

### Formule Renault
In 2005 ging Grubmüller fulltime rijden in het formuleracing, in de Eurocup Formule Renault 2.0 en de Italiaanse Formule Renault voor het team Jenzer Motorsport. In de Eurocup behaalde hij geen punten, terwijl hij drie punten scoorde in het Italiaanse kampioenschap.
In 2006 bleef Grubmüller rijden in beide kampioenschappen voor Jenzer. Zijn resultaten werden langzaam beter, maar hij behaalde geen punten voordat hij tijdens het seizoen overstapte naar Twincam Motorsport. In de Eurocup eindigde hij als negentiende met 9 punten, terwijl hij als twintigste eindigde in het Italiaanse kampioenschap met 18 punten.

### Formule 3
Na enkele gastraces in de Aziatische en Australische Formule 3-kampioenschappen, stapte Grubmüller over naar het Britse Formule 3-kampioenschap in 2007 voor het team Hitech Racing. Het team was overgenomen door zijn vader Walter, die zijn zoon naast Marko Asmer zette. Asmer won de titel, terwijl Grubmüller slechts als zestiende eindigde met 7 punten.
Grubmüller bleef in 2008 in de Britse Formule 3 rijden voor Hitech, maar had in Max Chilton wel een nieuwe teamgenoot. Opnieuw eindigde zijn teamgenoot hoger in het kampioenschap, terwijl Grubmüller als veertiende eindigde met 44 punten.
In 2009 kon Grubmüller tot ieders verbazing meedoen in de strijd om de titel. Hitech wou oorspronkelijk alleen Grubmüller laten rijden, maar vanaf het tweede raceweekend reed Renger van der Zande de tweede Hitech-auto. Hij behaalde zijn eerste overwinning in het kampioenschap op de Hockenheimring en later kwam een tweede overwinning op Donington Park erbij. Daniel Ricciardo had echter een voorsprong die groot genoeg was om in het op een na laatste raceweekend het kampioenschap binnen te halen. Van der Zande, die ook drie races wist te winnen, stond oorspronkelijk ook boven Grubmüller in de stand, maar in het laatste raceweekend keerde hij terug om in de Formule 3 Euroseries te rijden, waardoor Grubmüller hem kon passeren in het kampioenschap voor de tweede plaats.

### Formule Renault 3.5 Series
In januari 2010 werd bekend dat Grubmüller voor P1 Motorsport ging rijden in de Formule Renault 3.5 Series. Hij kreeg hier mede-rookie Jan Charouz als teamgenoot. Hij eindigde als zestiende in het kampioenschap met 16 punten.
In 2011 bleef Grubmüller rijden voor P1 Motorsport en kreeg Daniil Move als nieuwe teamgenoot. Op de Nürburgring raakte hij geblesseerd, waardoor hij de ronde op de Hungaroring moest worden vervangen door Adam Carroll. Mede hierdoor eindigde hij als achttiende in het kampioenschap met 24 punten.
In 2012 bleven Grubmüller en Move teamgenoten bij P1 Motorsport. Hij behaalde op de Moscow Raceway zijn eerste podiumplaats in de Formule Renault 3.5. Hij eindigde als veertiende in het kampioenschap met 42 punten.